# Palombara Sabina
Palombara Sabina es una localidad italiana de la provincia de Roma, región de Lacio, con 12.577 habitantes.

## Evolución demográfica
| Gráfica de evolución demográfica de Palombara Sabina entre 1861 y 2001 |
|                                                                        |
| Fuente ISTAT - elaboración gráfica de Wikipedia                        |